# Pseudopallenis humericallosa
Pseudopallenis humericallosa là một loài bọ cánh cứng trong họ Cleridae. Loài này được Kuwert miêu tả khoa học năm 1893.